# Abigail Burdess
Abigail Burdess is een comédienne en actrice uit Groot-Brittannië. Ze is vooral bekend als vrouw van Robert Webb, met wie zij in 2006 is gehuwd. Burdess was onder andere te zien in de The Bleak Old Shop of Stuff, een populaire vierdelige comedyserie van de Engelse publieke omroepdienst BBC.